# Агні (циклон)
Жорстокий циклонний шторм Аґні (англ. Severe Cyclonic Storm Agni, позначення IMD: ARB 0404, позначення JTWC: 05A) — тропічний циклон сезону 2004 року на півночі Індійського океану, відомий рекордним наближенням до екватору. 
Сформувався 28 листопада в Аравійському морі на південний схід від Індії. Після формування, тропічний циклон почав рух на захід, спочатку дещо відхилившись на південь. Максимальний постійний вітер, усереднений за 1 хвилину досяг приблизно 34 м/с (за даними JTWC), а усереднений за 3 хвилини — 29 м/с (за даними IMD)[джерело?]. Це був другий тропічний циклон сезону, який отримав власну назву (після циклону Оніл). Після досягнення максимальної сили, Аґні досить швидко втратив її через великий градієнт вітру, сухе повітря й холодні води. Залишки цього циклону досягли Сомалі 5 грудня.
Хоча IMD випустив попередження, коли Аґні перебував на 6° північної широти, за результатами аналізу JTWC, цей тропічний циклон наближався до екватору на 0,7° (80 км). Попередній рекорд наближення до екватору становив 1,5° (тропічний шторм Вамей за три роки до того). Однак, новий рекорд не було зафіксовано через відсутність у організації, що відповідала за його відстеження (Індійського метеорологічного департаменту) даних щодо початкової ділянки шляху.